# Leaf Rapids Airport
Leaf Rapids Airport är en flygplats i Kanada.   Den ligger i provinsen Manitoba, i den centrala delen av landet, 2 100 km nordväst om huvudstaden Ottawa. Leaf Rapids Airport ligger 293 meter över havet.
Terrängen runt Leaf Rapids Airport är platt. Trakten runt Leaf Rapids Airport är nära nog obefolkad, med mindre än två invånare per kvadratkilometer.. 
Omgivningarna runt Leaf Rapids Airport består huvudsakligen av skogstundra.